# رایانش نوری
رایانش نوری یا رایانش فوتونی از فوتون‌های تولیدشده به کمک لیزر یا دیود برای انجام محاسبات استفاده می‌کند. استفاده از نور برای پردازش و انتقال داده، نویدبخش بهره‌مندی از پهنای باند بزرگ‌تر و سرعت بیشتر نسبت به رایانه‌های معمول الکترونیکی است.
بیشتر پژوهش‌های در حال انجام در این زمینه، در تلاش برای یافتن معادل‌هایی نوری برای قطعات الکترونیک کنونی صورت می‌گیرد تا منجر به ساخت رایانه‌های دیجیتال نوری شود.